# Florence Pugh

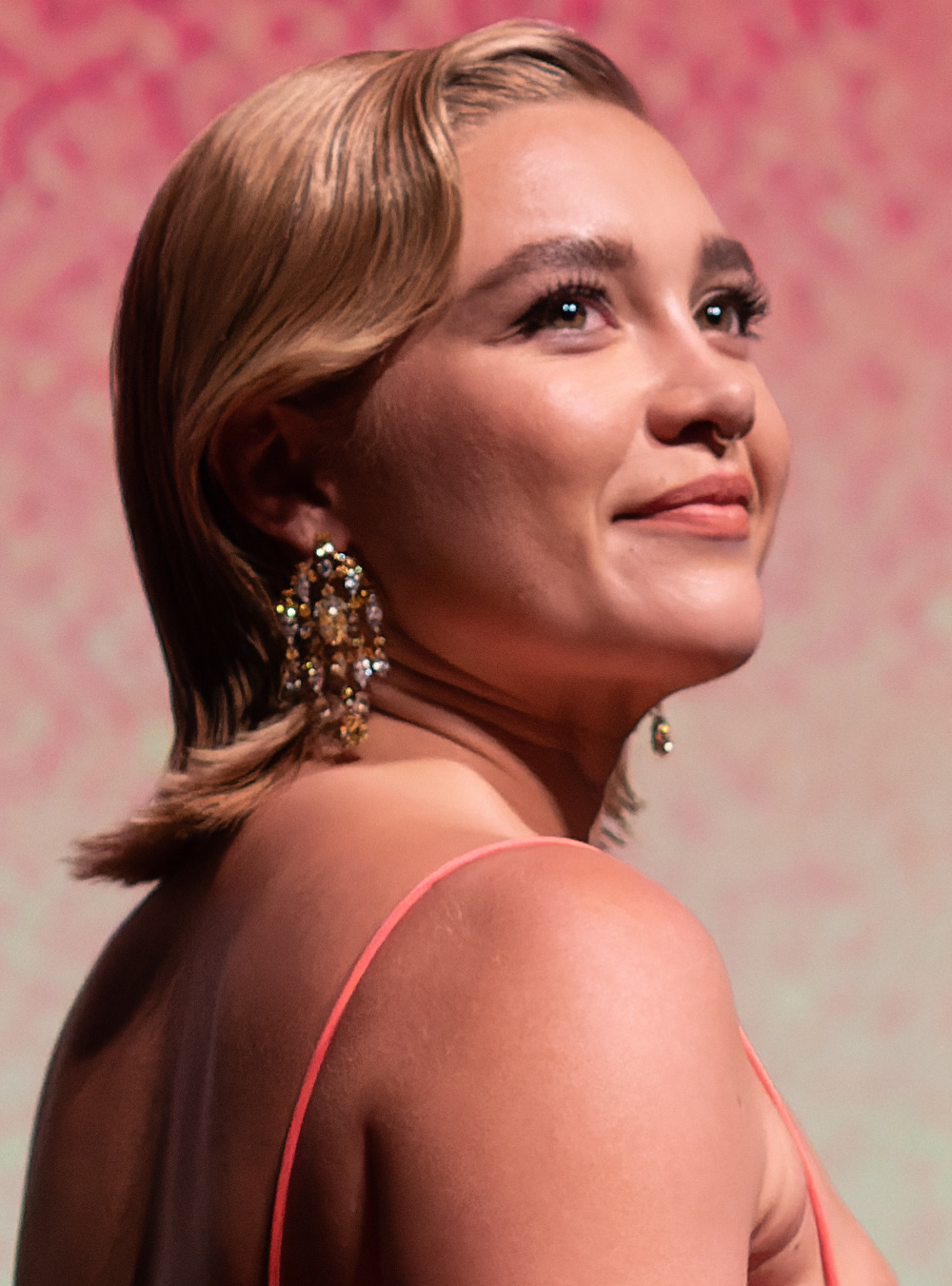
Florence Pugh (2022)

Florence Pugh (* 3. Januar 1996 in Oxford, England) ist eine britische Schauspielerin. Seit Mitte der 2010er-Jahre hat sie an über 20 Film- und Fernsehproduktionen mitgewirkt. Vielfach preisgekrönt wurden ihre Darstellungen in den historischen Spielfilmen Lady Macbeth (2016) und Little Women (2019). Letztgenannter Film brachte ihr auch eine Oscar-Nominierung als Beste Nebendarstellerin ein.

## Leben
Florence Pugh wuchs als Tochter des Gastronomen Clinton Pugh und der Tänzerin Deborah Pugh zeitweise in Andalusien und in Oxford auf. Ihre Geschwister sind Arabella Gibbins, der Schauspieler und Musiker Toby Sebastian sowie die Schauspielerin Rafaela Pugh. Sie besuchte in Oxford die St. Edward’s School. Während ihrer Schulzeit trat Pugh am North Wall Theatre in Produktionen wie Romeo und Julia, Bluthochzeit, The Clearing und Into the Woods auf.
Erstmals stand Pugh für das Mystery-Drama The Falling von Carol Morley in der Rolle von Abbie Mortimer vor der Kamera, der im Oktober 2014 beim London Film Festival seine Premiere feierte. Diesem Film folgten mehr als 20 Film- und Fernsehproduktionen, an denen Pugh beteiligt war.
In William Oldroyds Regiedebüt Lady Macbeth erhielt sie die Hauptrolle von Katherine. Der Film, der im September 2016 beim Toronto International Film Festival seine Premiere feierte, wurde Anfang November 2017 in 15 Kategorien für den British Independent Film Award nominiert., und Pugh wurde später als beste Hauptdarstellerin ausgezeichnet. Annett Scheffel von der Süddeutschen Zeitung sagt über Pugh im Film, diese spiele die Lady Macbeth wunderbar vieldeutig zwischen boshaftem Kind und eisiger Psychopathin, und die 21-jährige Schauspielerin sei in der Rolle dieser jugendlich-kühnen Antiheldin eine echte Entdeckung. Der Zuschauer werde schon von Anfang an von der Komplexität der weiblichen Hauptfigur völlig in den Bann geschlagen, so Scheffel weiter, und es sei köstlich, wie viel Unverschämtheit und heimliche Verachtung Florence Pugh in das kleine Wort 'Sir' legen kann: „Sie ist Madame Bovary und Anna Karenina, eine leidenschaftliche Frau und Gefangene der bürgerlichen Verhältnisse. [...] Und sie ist unter den schweren, viktorianischen Stoffschichten eine moderne Femme fatale, waghalsig und skrupellos.“ Im Rahmen des Europäischen Filmpreises 2017 wurde Pugh im November 2017 für diese Rolle als beste Darstellerin nominiert.
In der Filmbiografie Outlaw King von David Mackenzie, einem Historienfilm um den schottischen Regenten Robert I., erhielt Pugh eine kleinere Rolle. Im Mystery-Drama The Commuter von Jaume Collet-Serra, der Anfang 2018 in die Kinos kam, ist sie an der Seite von Liam Neeson, Vera Farmiga und Patrick Wilson zu sehen. In Fighting with My Family (2019) von Stephen Merchant porträtiert Pugh die Wrestlerin Saraya-Jade Bevis. Im selben Jahr war sie in Greta Gerwigs Historiendrama Little Women als Amy March zu sehen. Für ihre darstellerische Leistung wurde sie für die Oscarverleihung 2020 als Beste Nebendarstellerin nominiert.
Im Jahr 2019 wurde Pugh im Rahmen der Filmfestspiele von Cannes mit der Trophée Chopard ausgezeichnet. Ende Juni 2020 wurde Florence Pugh ein Mitglied der Academy of Motion Picture Arts and Sciences.
Im Marvel-Blockbuster Black Widow spielte sie 2021 an der Seite von Scarlett Johansson die führende Nebenrolle der ‚kleinen Schwester‘ Yelena Belova. Ihre schauspielerische Leistung, ihre Actionszenen und der durch sie eingebrachte Humor wurden von der Kritik hoch gelobt. Die gleiche Rolle übernahm sie im selben Jahr auch in der Serie Hawkeye und als führende Hauptrolle im 2025 veröffentlichten Spielfilm Thunderbolts*. Der Thriller Don’t Worry Darling von Olivia Wilde, in dem sie an der Seite von Harry Styles in der Hauptrolle zu sehen ist, kam im September 2022 in die Kinos.
Im Jahr 2022 übernahm Pugh die Hauptrolle in Sebastián Lelios Historienthriller The Wonder, der von Netflix veröffentlicht wurde. Im selben Jahr wurde sie von der britischen Filmzeitschrift Empire zu den „50 größten Schauspielern aller Zeiten“ gezählt.
2023 spielte sie an der Seite von Morgan Freeman die Hauptrolle im Film A Good Person, der von Metro-Goldwyn-Mayer ins Kino gebracht und von Zach Braff inszeniert wurde. Im selben Jahr wurde sie auch für die anspruchsvolle Rolle der Jean Tatlock im Historiendrama Oppenheimer engagiert.
Im Deutschen wurde Pugh bislang von insgesamt sieben verschiedenen Sprecherinnen synchronisiert:
- Victoria Frenz (Lady Macbeth, Fighting with my Family)
- Jacqueline Belle (Malevolant - Und das Böse existiert doch)
- Derya Fletchner (The Commuter)
- Marie-Isabel Walke (King Lear, Outlaw King, Little Women, Don't Worry Darling, A Good Person, Oppenheimer)
- Julia Kaufmann (Midsommar)
- Ronja Peters (Black Widow, Der gestiefelte Kater: Der letzte Wunsch, Dune: Part Two, We Live in Time, Thunderbolts)
- Sophie Lechtenbrink (Das Wunder).[9]

In Yungblud's Musikvideo zu dem Song "Zombie" ("love letter to nurses" Yungblud) spielte sie die Hauptrolle einer Krankenschwester und zeigte höhen und tiefen des Berufs auf. Das Musikvideo ist emotional bewegend.
Das Video beginnt damit, dass sie allein im Krankenhaus sitzt und einen ruhigen Moment genießt, bevor sie beginnt, einige ihrer Patienten zu besuchen: eine ältere Frau, ein junges Mädchen und eine krebskranke Mutter. Daneben sind Clips zu sehen, wie sie zu Hause weinend im Spiegel betrachtet, voll bekleidet in der Badewanne sitzt und nach einem anstrengenden Tag zusammenbricht. Sie tröstet den Freund einer Frau, die blutüberströmt von Sanitätern eingeliefert wurde, und umarmt die Kinder ihrer Krebspatientin, als sie die Glocke läutet, um anzuzeigen, dass die Krankheit in Remission ist. Zwischendurch sind Szenen von Yungblud und seiner Band bei einem Auftritt auf der Station eingestreut. Am Ende des Videos führt sie einer ihrer jungen Patienten zum Getränkeautomaten, und auf dem Rücken der Krankenschwester erscheinen Engelsflügel.
Yungblud bezeichnete sie als eine der aufregendsten britischen Künstler seit langem.

## Filmografie (Auswahl)
- 2014: The Falling

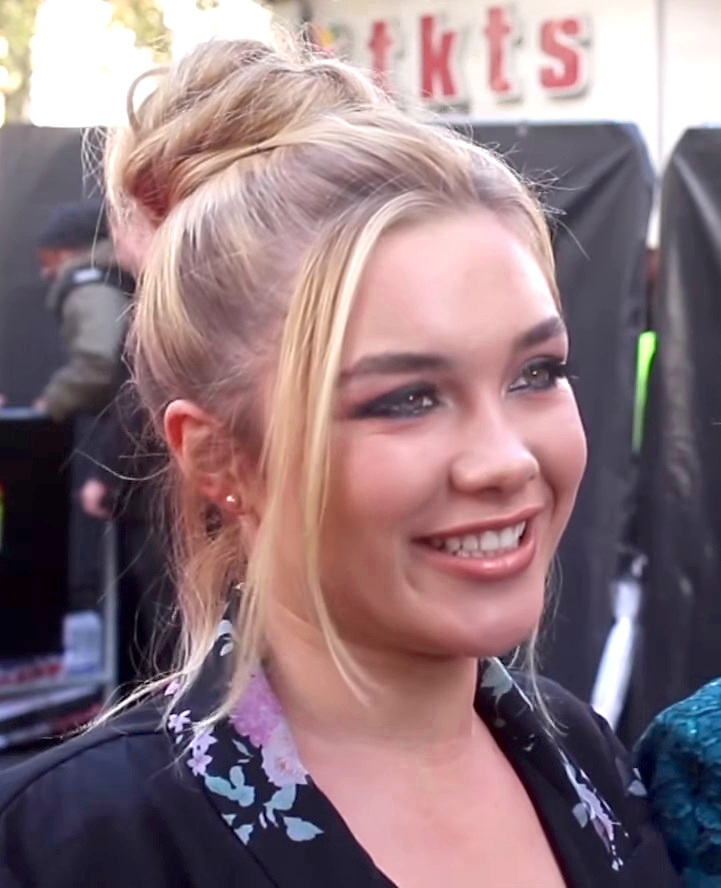
Florence Pugh bei der The-Falling-Premiere 2014

- 2016: Marcella (Fernsehserie, 3 Folgen)
- 2016: Lady Macbeth
- 2018: The Commuter
- 2018: King Lear (Fernsehfilm)
- 2018: Leading Lady Parts (Fernsehkurzfilm)
- 2018: Outlaw King
- 2018: Malevolent
- 2018: Die Libelle (The Little Drummer Girl, Miniserie, 6 Folgen)
- 2019: Fighting with My Family
- 2019: Midsommar
- 2019: Little Women
- 2021: Black Widow
- 2021: Hawkeye (Fernsehserie, 3 Folgen)
- 2022: Das Wunder (The Wonder)
- 2022: Don’t Worry Darling
- 2022: Der gestiefelte Kater: Der letzte Wunsch (Puss in Boots: The Last Wish) (Stimme)
- 2023: A Good Person
- 2023: Oppenheimer
- 2024: Dune: Part Two
- 2024: We Live in Time
- 2025: Thunderbolts*

## Auszeichnungen (Auswahl)
Oscar
- 2020: Nominierung als Beste Nebendarstellerin (Little Women)

Alliance of Women Film Journalists EDA Award
- 2017: Nominierung in der Kategorie Best Breakthrough Performance (Lady Macbeth)[11]

British Academy Film Award
- 2018: Nominierung für den EE Rising Star Award

British Independent Film Award
- 2017: Auszeichnung als Beste Hauptdarstellerin (Lady Macbeth)
- 2022: Nominierung als Beste Hauptdarstellerin (The Wonder)[12]

Dublin Film Critics’ Circle Award
- 2017: Nominierung als Beste Schauspielerin (Lady Macbeth)
- 2017: Nominierung als Beste Nachwuchsdarstellerin (Lady Macbeth)[13]

Dublin International Film Festival
- 2017: Auszeichnung als Beste Schauspielerin mit dem Dublin Film Critics Award (Lady Macbeth)

Gotham Award
- 2019: Nominierung als Beste Darstellerin (Midsommar)

Europäischer Filmpreis
- 2017: Nominierung als Beste Darstellerin (Lady Macbeth)

London Critics’ Circle Film Award
- 2020: Nominierung als Beste Schauspielerin (Midsommar)
- 2020: Nominierung als Beste Nebendarstellerin (Little Women)
- 2020: Nominierung als Beste britische oder irische Schauspielerin (Fighting with My Family, Midsommar und Little Women)[14]

Online Film Critics Society Award
- 2020: Nominierung als Beste Hauptdarstellerin (Midsommar)
- 2020: Nominierung als Beste Nebendarstellerin (Little Women)[15]

People’s Choice Award
- 2022: Nominierung als Beste Schauspielerin – Drama (Don’t Worry Darling)[16]

Screen Actors Guild Award
- 2024: Auszeichnung als Bestes Schauspielensemble (Oppenheimer)